# إن بي إم
مدير نود جي إس للحزم (بالإنجليزية: Node Package Manager)‏ (اختصارًا: NPM) أكبر نظام تسجيل حزم برمجية، يعد إن بي أم مدير الحزم الافتراضي لبيئة تشغيل جافا سكريبت Node.js. وهو يتكون من واجهة سطر الأوامر وقاعدة بيانات على الإنترنت، تُدعى سجل إن بي أم. كما يتيح موقع إن بي أم تصفح الحزم واستعراضها.